# Rio Rubim do Sul
Rio Rubim do Sul är ett vattendrag i Brasilien.   Det ligger i delstaten Minas Gerais, i den östra delen av landet, 800 km öster om huvudstaden Brasília.
Omgivningarna runt Rio Rubim do Sul är huvudsakligen savann. Runt Rio Rubim do Sul är det glesbefolkat, med 9 invånare per kvadratkilometer.